# Любешка (притока Дністра)
Любе́шка (Любишка) — річка в Україні, в межах Стрийського і Жидачівського районів Львівської області. Права притока Дністра (басейн Чорного Моря).

## Опис
Довжина 22 км, площа басейну 52 км². Річка рівнинного типу. Долина широка, неглибока. Заплава двобічна. Річище слабозвивисте.

## Розташування
Любешка бере початок на південь від смт Дашави. Тече переважно на північний схід і схід. Впадає до Дністра на північний схід від села Любши.
Над річкою розташоване села: Нове Село, Облазниця, Жирівське, Антонівка, Мазурівка, Любша.